# Szerződéses iskola

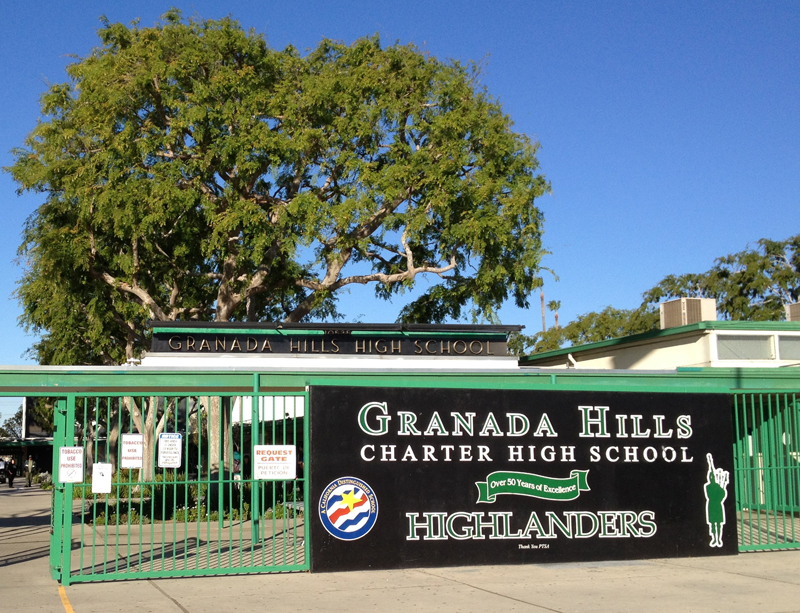
2003-ban a Los Angeles-i Granada Hills Charter High School lett az Egyesült Államok legnagyobb szerződéses iskolája

A szerződéses iskola (angolul charter school) olyan oktatási intézmény, amely állami finanszírozást kap, de a hivatalos állami iskolarendszeren kívül működik.
Sok országban működnek ilyen iskolák, és gyakran vált ki akár a politika szintjén is vitákat - például az Egyesült Államokban -, hogy állami, vagy magániskoláknak kell őket inkább tekinteni. Az iskolamodell támogatói szerint inkább állami iskolák, hiszen nyitva állnak minden tanuló előtt és nem kérnek tandíjat, a kritikusok szerint inkább magániskolák, mert lazább szabályozás vonatkozik rájuk, mint az állami intézményekre, többek közt az elszámoltatás szempontjából és munkaügyekben.
Népszerűségük az Egyesült Államokban növekedett az utóbbi évtizedben. 2014-2015-ben 500 szerződéses iskola jött létre, a számuk így 6700-ra nőtt és majdnem hárommillió diákjuk volt.